# David Dencik
Karl David Sebastian Dencik (pronúncia sueca: [ˈdentʂiːk]; Estocolmo, 31 de outubro de 1974) é um ator sueco-dinamarquês. Ele atuou em filmes suecos e dinamarqueses, tendo se destacado na Suécia com seu papel na minissérie Lasermannen, e depois teve papéis importantes em filmes e séries em inglês, incluindo Tinker Tailor Soldier Spy  (2011), The Girl with the Dragon Tattoo (2011), Top of the Lake (2017), McMafia (2018), Chernobyl (2019) e o filme de James Bond Sem Tempo para Morrer (2021).
Dencik ganhou duas vezes o prêmio Robert, de Melhor Ator Principal por A Soap (2006) e Melhor Ator Coadjuvante em Televisão por The Chestnut Man (2021). Ele ganhou um  prêmio Guldbagge de Melhor Ator Coadjuvante por The Perfect Patient (2019). Ele também foi indicado sete vezes ao Prêmio Bodil.

## Início da vida e educação
Karl David Sebastian Dencik nasceu em 31 de outubro de 1974 em Estocolmo, Suécia, filho de pais suecos: Lars Dencik, um psicólogo social e Kerstin Allrot, uma ex- historiadora e produtora de cinema. Seu sobrenome é eslovaco e vem de seu avô paterno, que deixou Liptovský Mikuláš, na Tchecoslováquia, para buscar asilo na Suécia para escapar da perseguição nazista aos judeus na Eslováquia em 1939.
A família mudou-se para a Dinamarca em 1976, onde Dencik passou a infância. Na adolescência estudou no Brasil, onde descobriu a capoeira, arte marcial que combina elementos de dança e música. O aspecto dançante da capoeira levou-o a interessar-se pelo teatro.
Em 1999, Dencik mudou-se para Estocolmo para estudar na Academia de Teatro em Estocolmo (Teaterhögskolan), onde se formou em 2003.

## Carreira
Dencik se apresentou pela primeira vez no palco, incluindo um papel em Sonho de uma Noite de Verão no Teatro Dramático Real em Estocolmo.
A primeira aparição de Dencik no cinema foi como bartender no filme Reconstruction de 2003, de Christoffer Boe. Depois de vários papéis menores em filmes, ele se tornou um ator consagrado na Suécia por seu papel principal como o verdadeiro assassino em série de extrema direita John Ausonius na minissérie de três partes Lasermannen em 2005. minissérie foi elogiada pelos críticos e espectadores suecos como “um dos, se não o melhor”, mais bem feito crime real e produção de drama político na história moderna do cinema sueco. Todo o elenco foi elogiado, mas especialmente a atuação de Dencik foi considerada "excepcionalmente brilhante".
Em 2006, ele interpretou a transexual Veronica em A Soap, de Pernille Fischer Christensen, pelo qual recebeu o prêmio Robert de Melhor Ator.
Também em 2006, ele estrelou a comédia Everything About My Bush (conhecida como Allt om min buske em sueco). Em 2007, ele apareceu no longa-metragem dinamarquês Daisy Diamond, dirigido por Simon Staho.[carece de fontes?]
Ele interpretou Fred Åkerström no filme biográfico Cornelis de 2010. Em 2011, ele apareceu na adaptação hollywoodiana de The Girl with the Dragon Tattoo e interpretou Toby Esterhase no filme Tinker Tailor Soldier Spy.
Ele também estrelou o filme Brotherhood, com temática gay, e o suspense Regression, da Dimension Films. Em 2017, interpretou o proprietário de bordel Alexander “Puss” Braun no aclamado Top of the Lake, de Jane Campion. McMafia (2018) viu Dencik interpretar o chefe russo Uncle Boris Godman, inspirado no livro McMafia: A Journey Through the Global Criminal Underworld (2008) do jornalista Misha Glenny.
Em 2019, Dencik interpretou Mikhail Gorbachev na minissérie Chernobyl da HBO.
Dencik então interpretou um cientista desonesto, Valdo Obruchev, no filme de James Bond No Time to Die (2021).
Em agosto de 2024, foi noticiado que Dencik havia se juntado ao elenco da série de televisão de suspense policial The Assassin.
Em março de 2025, Dencik apareceu como o monge louco titular no videoclipe de "Satanized" da banda sueca de rock/metal Ghost.

## Vida pessoal
Dencik é casado com a advogada dinamarquesa Sofie Dencik. Eles vivem em Copenhague e têm dois filhos.

## Filmografia selecionada

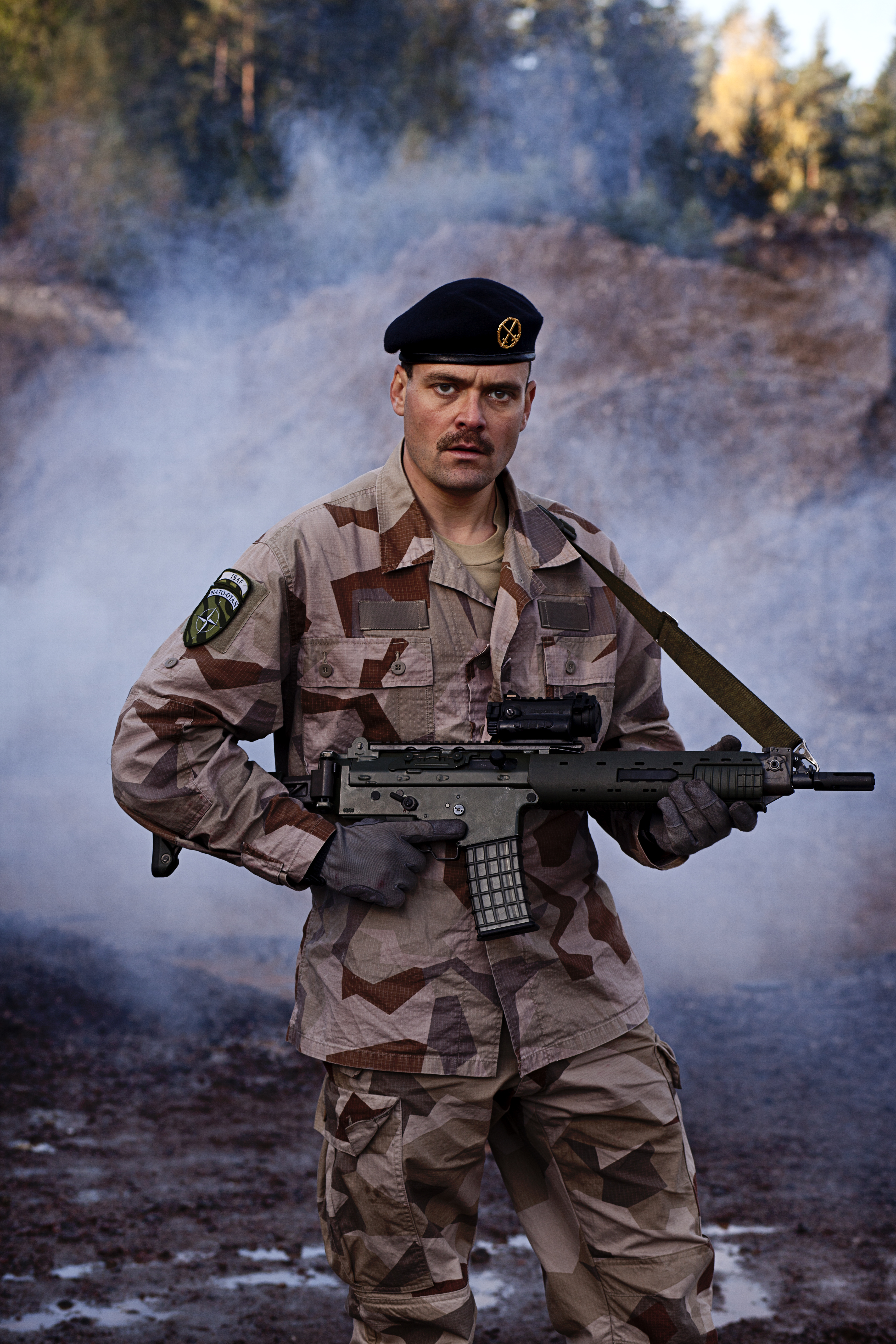
Dencik em Mission 1325

### Cinema
| Ano  | Título                                  | Papel                           | Notas            |
| ---- | --------------------------------------- | ------------------------------- | ---------------- |
| 2003 | Reconstruction                          | Bartender                       |                  |
| 2006 | A Soap                                  | Veronica                        |                  |
| 2007 | All About My Bush                       | Henning                         |                  |
| 2007 | Daisy Diamond                           | Jens                            |                  |
| 2008 | Not Like Others                         | Taxi Driver                     |                  |
| 2009 | The Girl with the Dragon Tattoo         | Janne Dahlman                   | Versão sueca     |
| 2009 | Brotherhood                             | Jimmy                           |                  |
| 2010 | Rosa Morena                             | Jakob                           |                  |
| 2011 | War Horse                               | German Base Camp Officer        |                  |
| 2011 | Room 304                                | Martin                          |                  |
| 2011 | Rebounce                                | Marcel                          |                  |
| 2011 | Tinker Tailor Soldier Spy               | Toby Esterhase                  |                  |
| 2011 | The Girl with the Dragon Tattoo         | Morell jovem                    | Versão em inglês |
| 2012 | A Royal Affair                          | Ove Høegh-Guldberg              |                  |
| 2012 | All That Matters Is Past                | Ruud                            |                  |
| 2012 | Hamilton: In the Interest of the Nation | Deputy Prime Minister of Sweden |                  |
| 2013 | We Are the Best!                        | Klara's father                  |                  |
| 2014 | The Absent One                          | Ulrik Dybbøl                    |                  |
| 2014 | Serena                                  | Mr. Buchanan                    |                  |
| 2015 | Regression                              | John Gray                       |                  |
| 2015 | Men &amp; Chicken                       | Gabriel                         |                  |
| 2016 | Across the Waters                       | Arne Itkin                      |                  |
| 2017 | Backstabbing for Beginners              | Rasnetsov                       | [ 18 ]           |
| 2017 | The Snowman                             | Dr Idar Vetlesen                |                  |
| 2019 | Waiting for the Barbarians              | The Clerk                       |                  |
| 2019 | The Perfect Patient                     | Thomas Quick                    |                  |
| 2021 | No Time to Die                          | Valdo Obruchev                  |                  |
| 2022 | Black Crab                              | Colonel Raad                    |                  |
| 2022 | Diorama                                 | Björn                           |                  |
| 2022 | Attachment                              | Lev                             |                  |
| 2022 | Kysset                                  | Dr. Faber                       |                  |
| 2023 | Together 99 (Tillsammans 99)            | Peter                           |                  |

### Televisão
| Ano       | Título                      | Papel                   | Notas         |
| --------- | --------------------------- | ----------------------- | ------------- |
| 2005      | Lasermannen                 | John Ausonius           | 3 episodes    |
| 2011–2012 | Lykke                       | Professor Anders Assing | 18 episodes   |
| 2013      | The Borgias                 | Cardinal Orsini         | 2 episodes    |
| 2016      | Follow the Money            | Simon Absalonsen        | 10 episodes   |
| 2017      | Top of the Lake: China Girl | Puss                    | 6 episodes    |
| 2017      | Genius                      | Niels Bohr              | 3 episodes    |
| 2018      | McMafia                     | Boris Godman            | 2 episodes    |
| 2019      | Quicksand                   | Peder Sander            | 6 episodes    |
| 2019      | Chernobyl                   | Mikhail Gorbachev       | 3 episodes    |
| 2019      | Face to Face                | Rylander                | 2 episodes    |
| 2021      | The Chestnut Man            | Simon Genz              | 6 episodes    |
| 2022      | The Ipcress File            | Colonel Stok            | 6 episodes    |
| 2022      | Love &amp; Anarchy          | Filip                   | 1 episode     |
| 2022      | The Kingdom                 | Bosse                   | 3 episodes    |
| 2022      | Vuxna människor             | Nathan                  | 8 episodes    |
| 2023      | Huset                       | Henrik                  | 6 episodes    |
| 2024      | Families like Ours          | Peter                   | 4 episodes    |
| ASA       | The Assassin                | ASA                     | In production |

### Videoclipes
| Ano  | Título      | Papel       | Notas |
| ---- | ----------- | ----------- | ----- |
| 2025 | "Satanized" | Monge Louco | Ghost |

## Prêmios e indicações
- 2006: Vencedor do prêmio dinamarquês Robert de Melhor Ator em Papel Principal, por seu papel em A Soap[2]
- 2011: Indicado, Prêmio Guldbagge de Melhor Ator Coadjuvante[1]
- 2014: Indicado, Prêmio Guldbagge de Melhor Ator Coadjuvante[1]
- 2015: Indicado, Prêmio Guldbagge de Melhor Ator em Papel Principal[1]
- 2020: Vencedor do Prêmio Guldbagge de Melhor Ator Coadjuvante[1]